# Simon d'Artois
Simon d'Artois est un skieur acrobatique canadien né le 26 janvier 1992 à North Vancouver. Il remporte la médaille d'or au superPipe lors des Winter X Games 2015 avec un score de 93 points devant Kevin Rolland.

## Palmarès

### Championnats du monde
| Épreuve / Édition           | Half-pipe                |
| Mondiaux 2013 Voss          | 9e                       |
| Mondiaux 2017 Sierra Nevada | 9e                       |
| Mondiaux 2019 Park City     | 4e                       |
| Mondiaux 2021 Aspen         | Médaille d'argent, monde |

### Coupe du monde
- Meilleur classement général : 9e en 2019.
- 1 petit globe de cristal :
  - Vainqueur du classement half-pipe en 2019.
- 7 podiums dont 1 victoire.

| Saison / Épreuve | Half-pipe     |
| ---------------- | ------------- |
| 2018-2019        | Secret Garden |